# 阿波罗17号月球样本展品

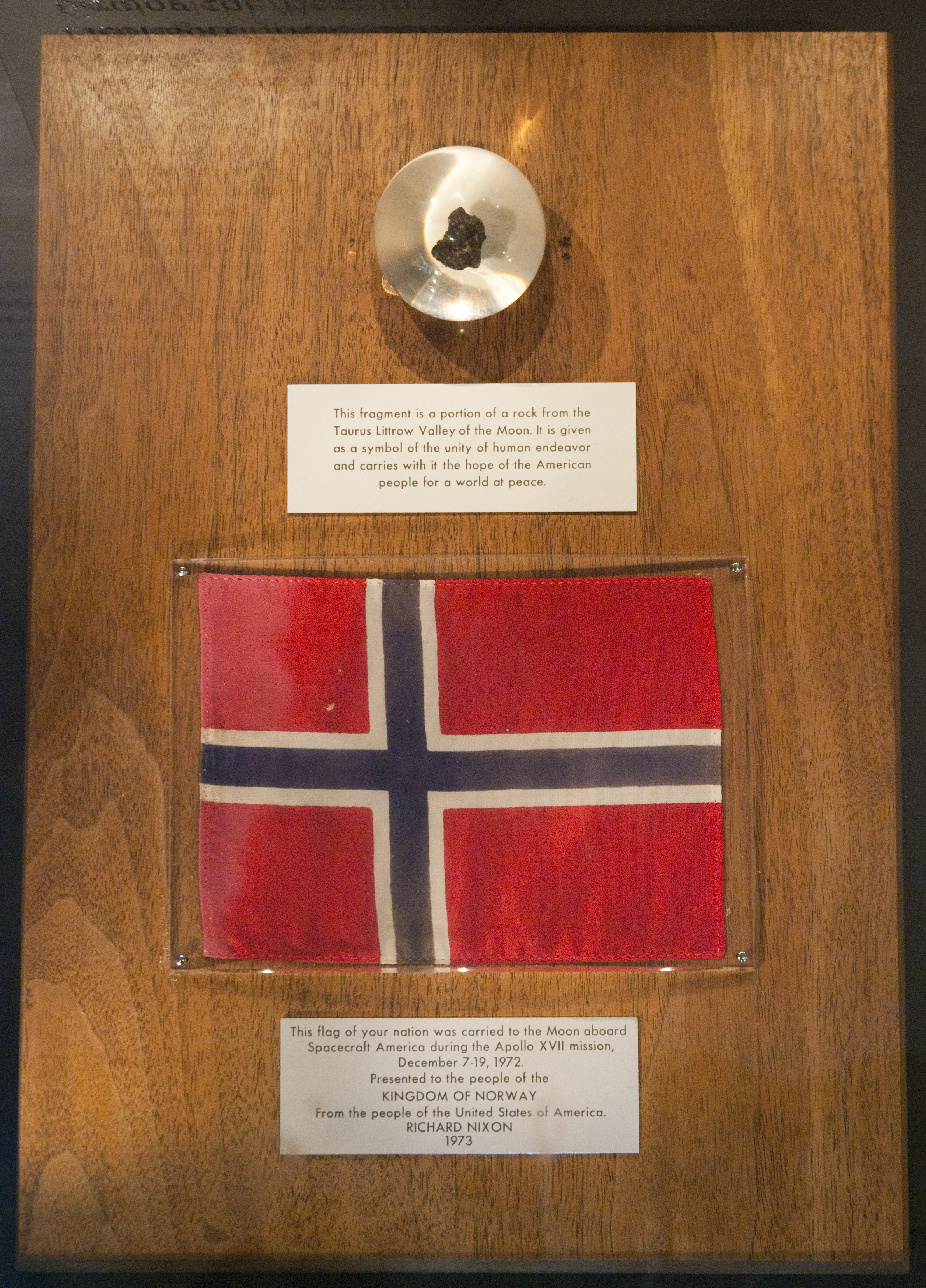
挪威月球样本展件

阿波罗17号月球样本展品是由一颗70017号月球玄武岩的月岩碎粒和受赠方旗、二块附有文字说明的小金属牌组成。这一来自阿波罗17号任务的友善礼物以木制纪念牌匾展件的形式分别赠送给了全美50个州、5处美国领地及全球135个国家/地区。

## 历史
尤金·塞尔南于1972年带着为地球未来一代奉献的精神结束了在月球上的行走。他在月球上发表了祈求全人类和平与和谐主题的讲话。
他解释说，他与月球上的宇航员同伴-哈里森·施密特刚拿到一块非常重要的月岩，他们希望将它分送给到全世界各地以为人类带来和平。
这块玄武岩后来被标注为“70017号月球玄武岩”，也被称为“友善石”。
当该月岩一经带回地球，就被切分成许多小碎块，并在1973年由理查德·尼克松总统作为友好的象征赠送给全世界所有国家及美国所有的州和属地。

## 说明
1.14克的“友善月岩”碎粒被嵌入在一颗由坚固的丙烯酸有机玻璃制成的透明球中，类似台球大小，球底部分平坦，粘合在10英寸×14英寸的木饰板上。
紧靠有机玻璃球正下方附有一块2英寸×4英寸大小的金属牌，上面写着：
该碎粒是来自月球陶拉斯-利特罗谷的岩石，它是由许多形状和大小不同的颗粒所组成更大岩石的一部分，是人类致力于团结并祈求未来和平与和谐的象征。
受赠方旗帜约4英寸×6英寸（恰好为10.16厘米×15.24厘米），上覆透明塑料罩，直接安装在金属牌的下面。
再往下是另一块附在受赠方旗帜下面的金属牌，上面写着：
你们州的这面旗帜在阿波罗十七号任务期间，搭乘美国宇宙飞船被带到了月球上，

1972年12月7-19日.

国家航空航天局谨赠予

________________州人民

如果该展件被送给了一个国家而不是美国的一个州，那么“州”这一词就会被代之以“国家”或“王国”。
1973年3月21日，带有所谓“友善月岩”的阿波罗17号木制展件，被送往了全世界所有国家和美国所有的州。当时伴随月球样本展件一起送出的，还有尼克松总统给全世界所有受赠国/地区及美国各州各领地的一封信。华盛顿哥伦比亚特区国家档案馆保存有该封信的副本： 
由美国实施的阿波罗登月计划已取得圆满成功，来自地球的人类已抵达太空中的首个里程碑，但当我们迈向星辰时，我们知道我们也是站在这个星球上许多国家的许多人肩上。从最深的意义上讲，我们对月球的探索确实是一项国际性的成就。
正是出于这个原因，我代表美国人民把这面曾被带往月球的旗帜及在阿波罗计划最后一次登月任务中获得的月球碎岩送给您们。

如果各国人民能够共同行动以实现人类的太空梦，那么我们当然可以一起携手努力，在地球上实现人类的和平梦。 正是本着这一精神，美利坚合众国登上了月球，正是本着这一精神，我们期待与全人类分享我们所做和所学到的一切。

## 归属
一旦带有月球岩石碎粒和旗帜的展件作为礼物赠予接受者，这些月球样本展件则就归接收者所有。除阿波罗11号和阿波罗17号的展件礼物外，美国宇航局不再赠出任何月球材料，并追踪所有的月壤和月岩。美国国家航空航天局（NASA）确实对全世界范围内的所有其他月球样本都保留有详细的记录，并不再赠出月球标本。当时，阿波罗17号月球岩石碎粒样本受到国家或州公共礼品法约束。在美国各州，除非某些特别法律规定外，公共礼品不能转为个人所有。

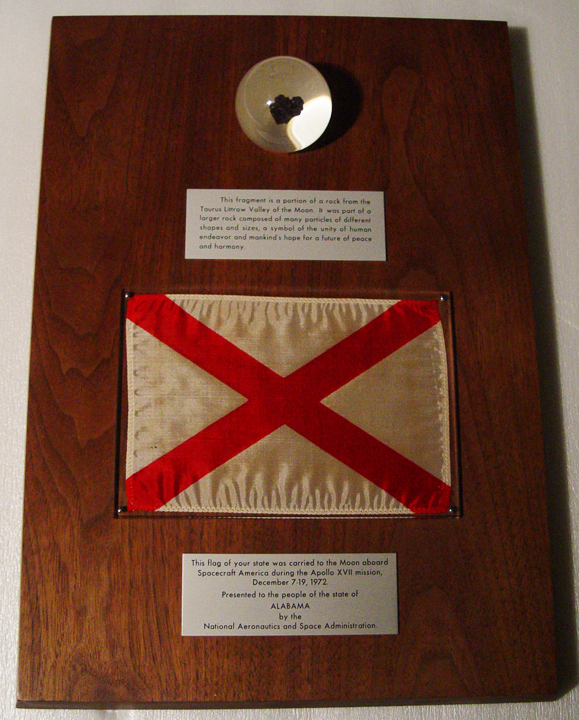
亚拉巴马州展件
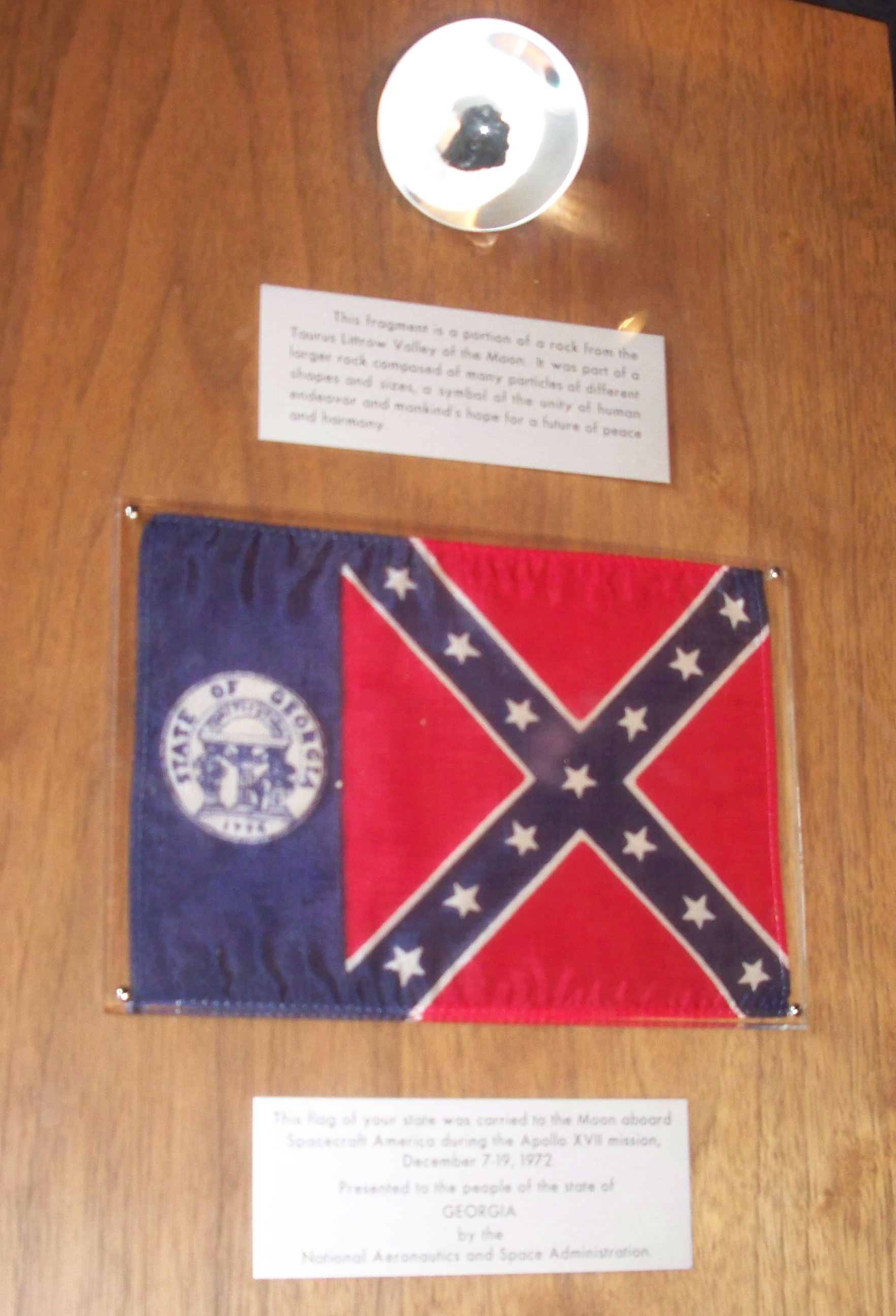
佐治亚州展件
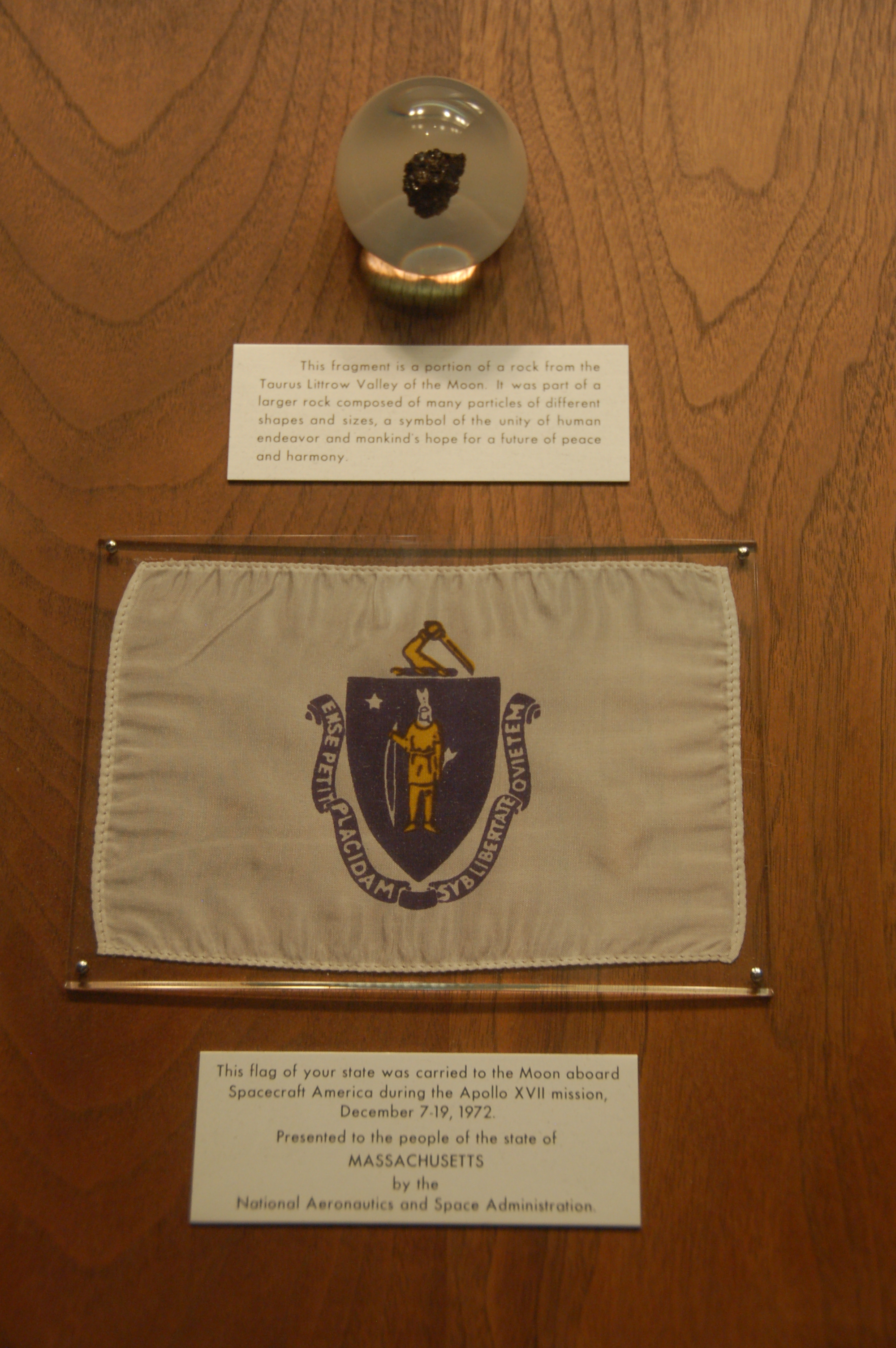
马萨诸塞州展件
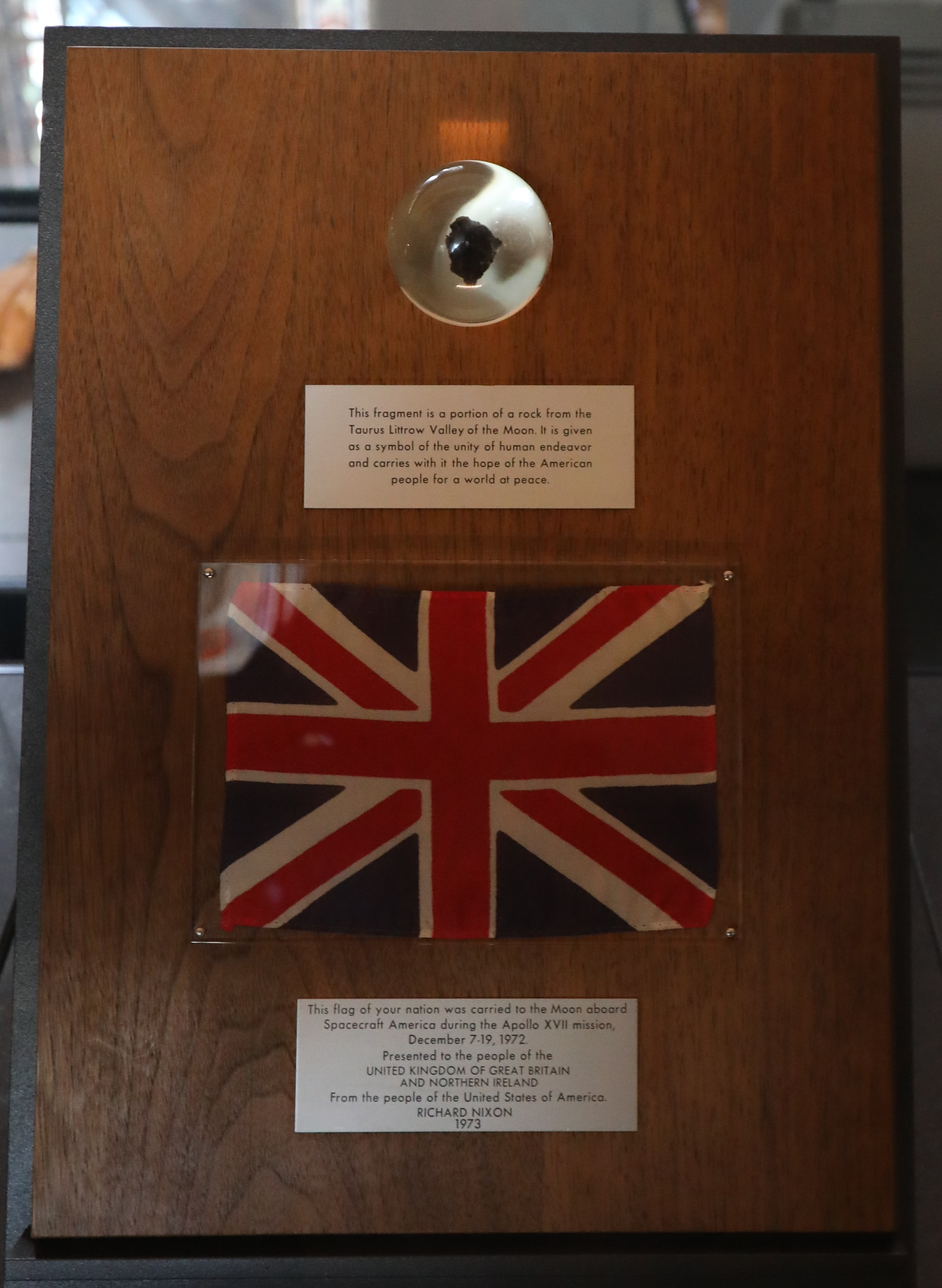
英国展件
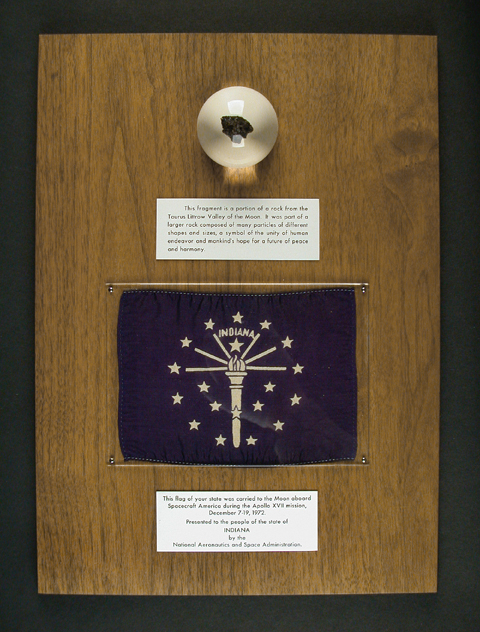
印第安娜展件
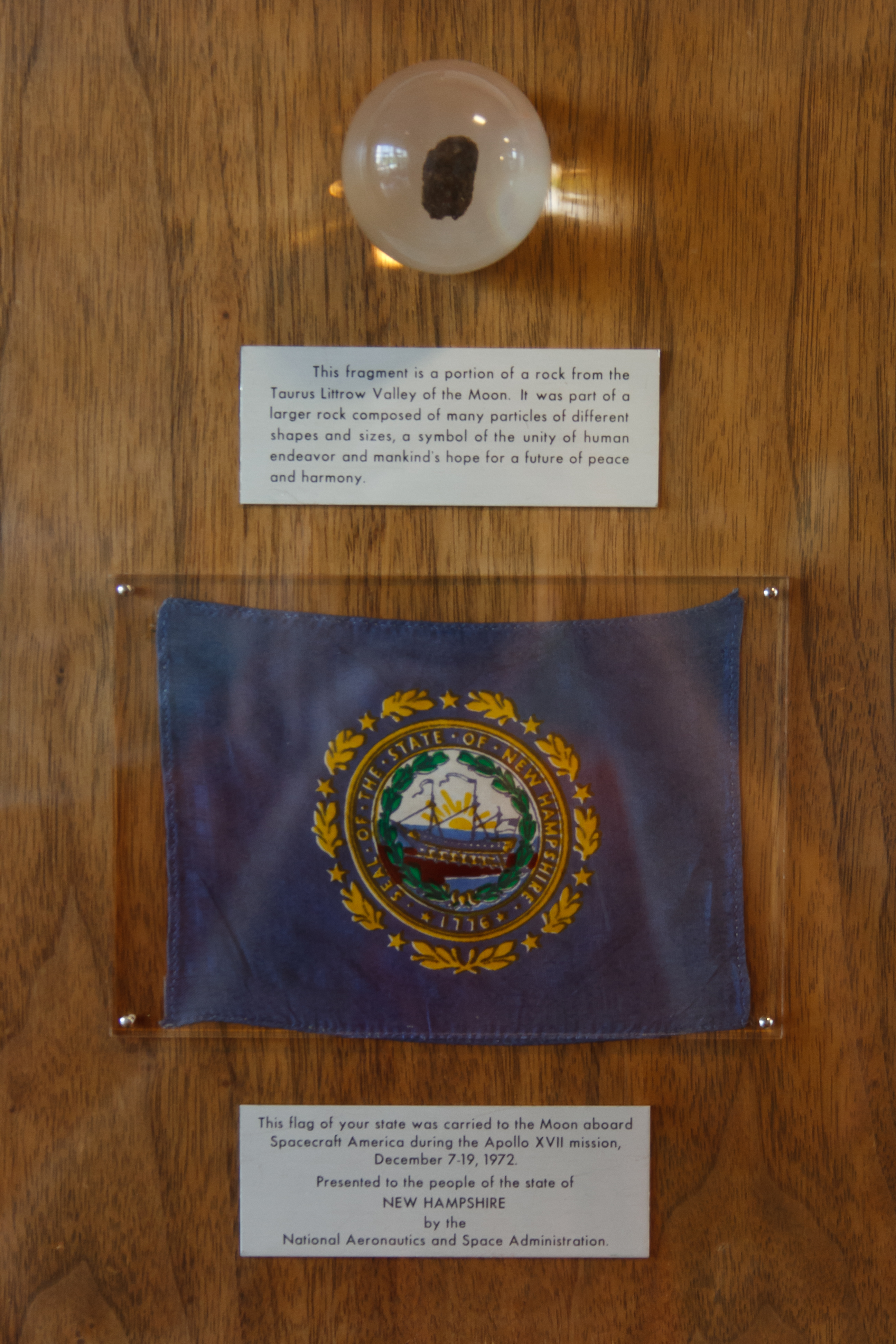
新罕布什尔州展件
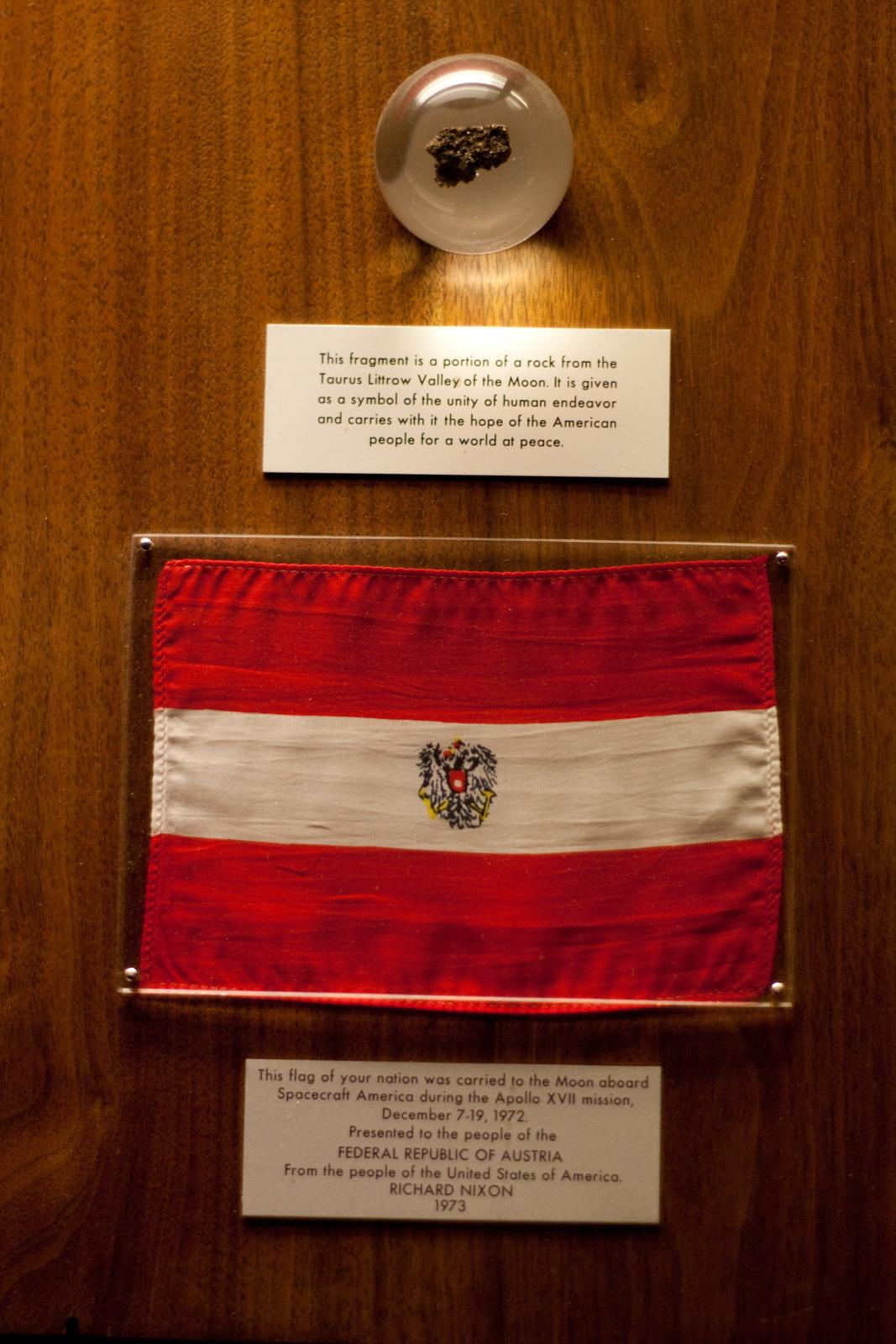
奥地利展件
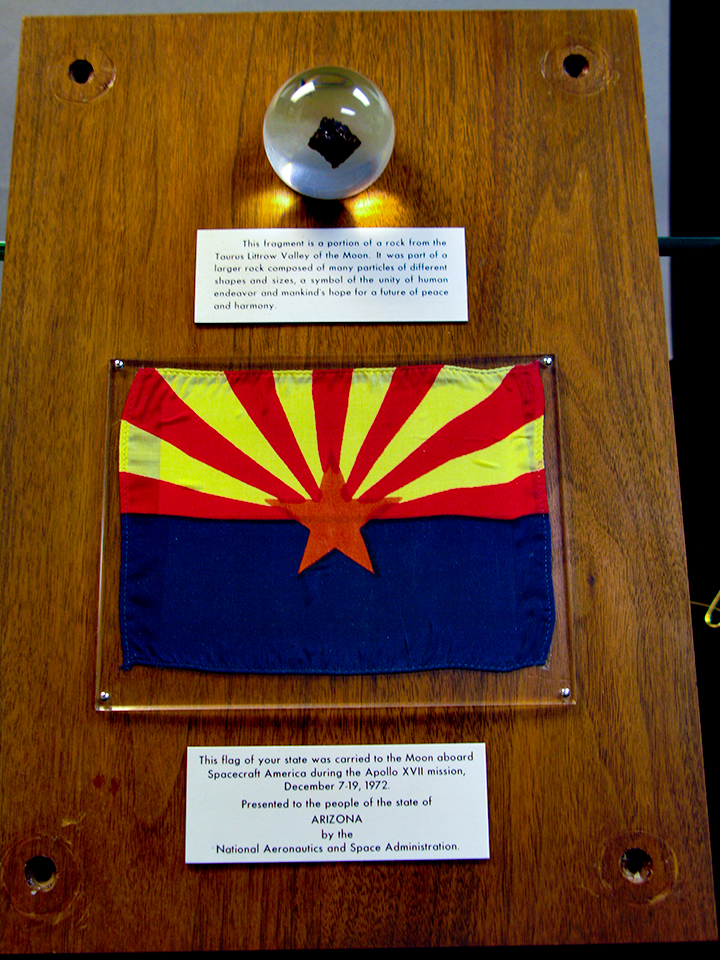
亚利桑那州展件
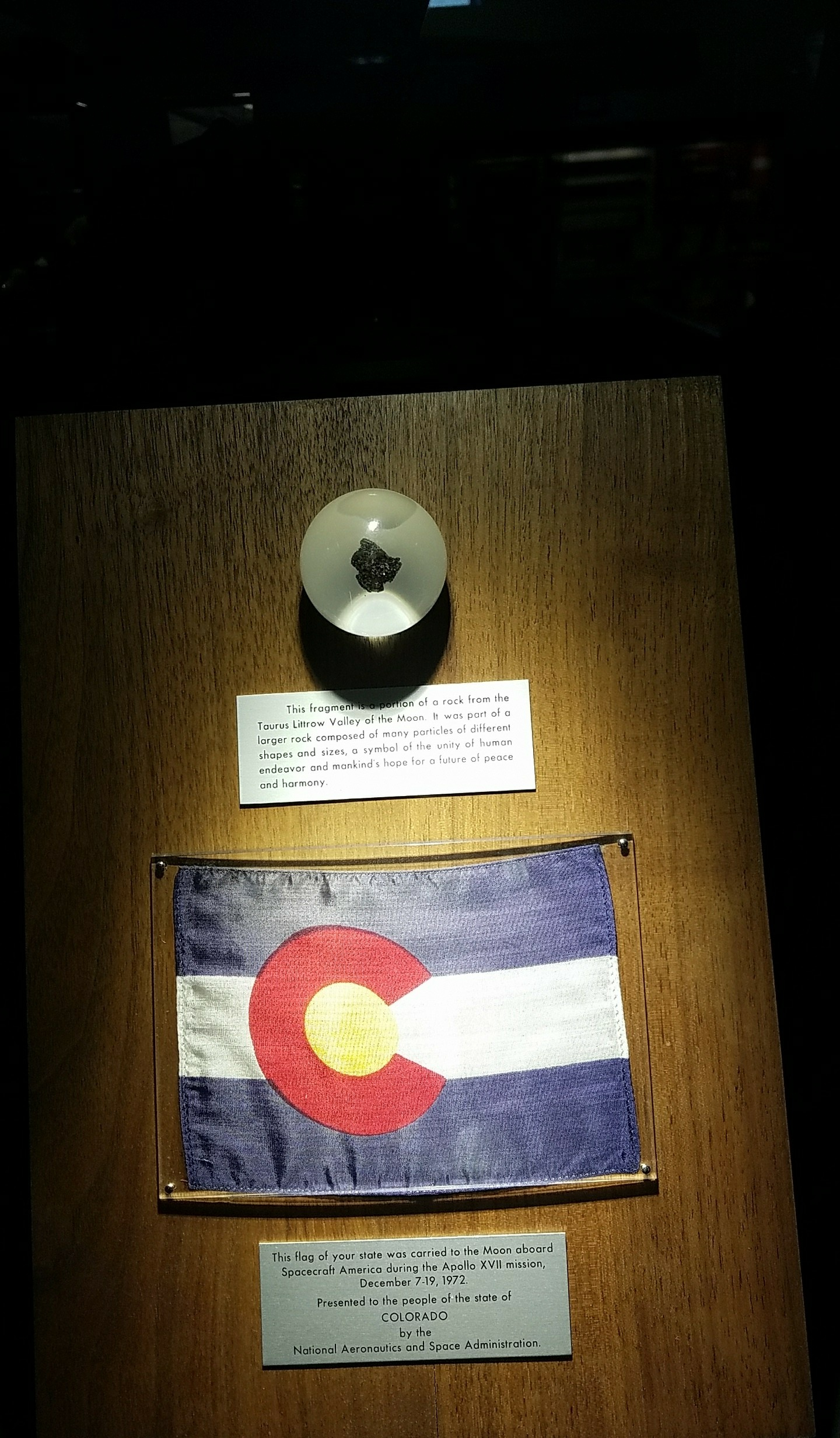
科罗拉多州展件
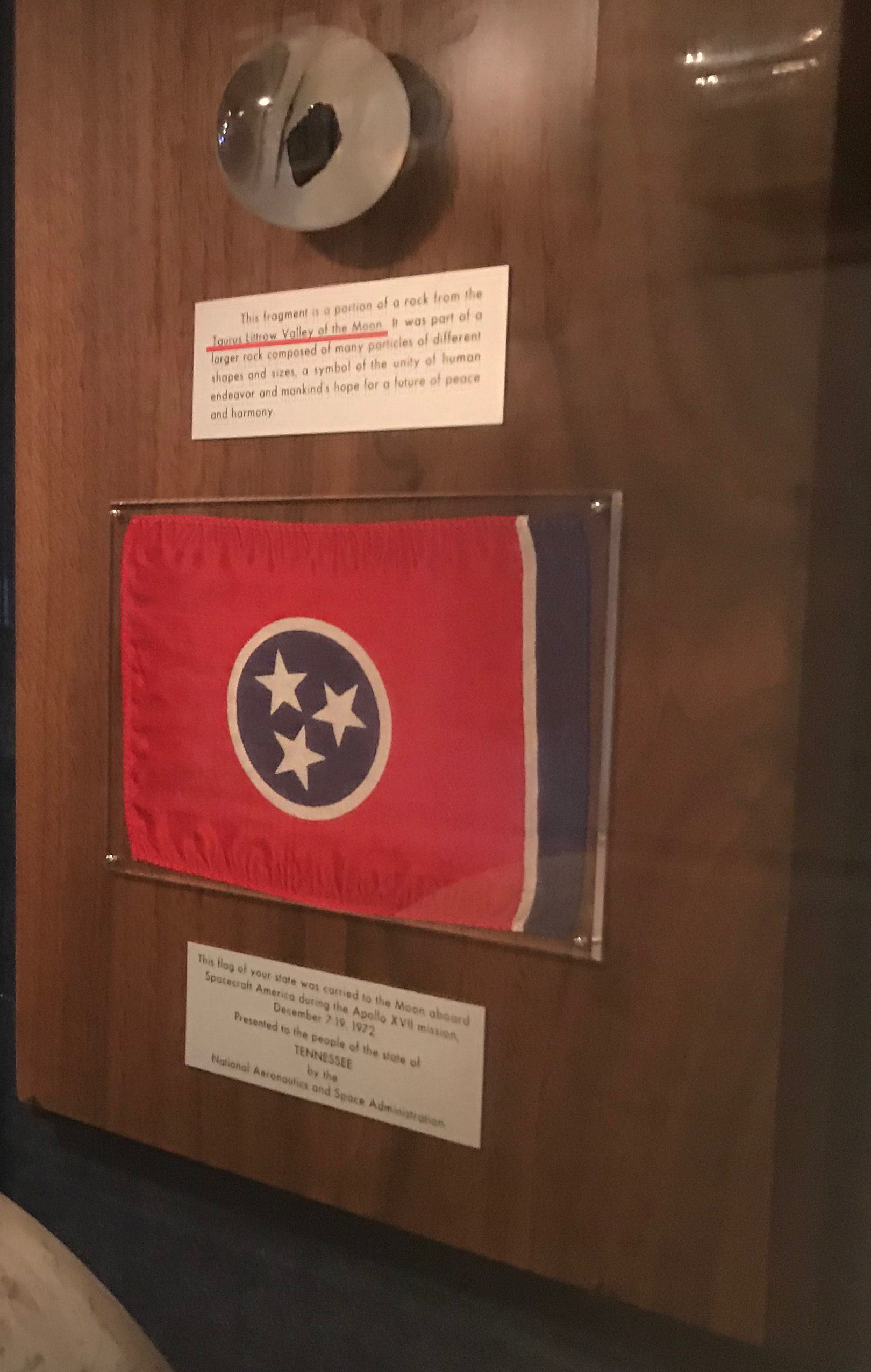
田纳西州展件

## 国家/地区
该展件的受赠方有135个国家、美国50个州和其它领地以及联合国。收到月球岩石的国家或州，其国/州旗也被带到了月球，并由阿波罗17号宇航员带回。 这面旗帜也被安装在纪念牌匾展件上，下方有一个信息标签，上面写着这是赠予接受方的礼物。
在尼克松任总统期间，被赠予纪念牌匾的国家/地区有阿富汗、阿尔巴尼亚、阿尔及利亚、安道尔、阿根廷、澳大利亚、奥地利、巴哈马、巴林、加拉国、巴巴多斯、比利时、不丹、玻利维亚、博茨瓦纳、巴西、保加利亚、缅甸、布隆迪、喀麦隆、加拿大、柬埔寨、中非共和国、锡兰（斯里兰卡）、乍得、智利、中華人民共和國、哥伦比亚、刚果（布拉柴维尔）、刚果（金沙萨）、哥斯达黎加、古巴、塞浦路斯、捷克斯洛伐克、达荷美、丹麦、多米尼加共和国、厄瓜多尔、埃及、萨尔瓦多、赤道几内亚、埃塞俄比亚、斐济、芬兰、法国、加蓬、冈比亚、德国、加纳、希腊、危地马拉、几内亚、圭亚那、海地、洪都拉斯、匈牙利、冰岛、印度、印度尼西亚、伊朗、伊拉克、爱尔兰、以色列、意大利、象牙海岸、牙买加、日本、约旦、肯尼亚、韩国、科威特、老挝、黎巴嫩、莱索托、利比里亚、利比亚、列支敦士登、卢森堡、马达加斯加、马拉维、马来西亚、马尔代夫、马里、马耳他、毛里塔尼亚、毛里求斯、墨西哥、摩纳哥、蒙古、摩洛哥、莫桑比克（当时是葡萄牙一个海外省）、马斯喀特和阿曼、瑙鲁、尼泊尔、荷兰、新西兰、尼加拉瓜、尼日尔、尼日利亚、挪威、巴基斯坦、巴拿马、巴拉圭、秘鲁、菲律宾、波兰、波兰、葡萄牙、卡塔尔、罗马尼亚、卢旺达、圣马力诺、沙特阿拉伯、塞内加尔、塞拉利昂、新加坡、所罗门群岛（当时是英国海外占领地）、索马里、南非、南也门、苏联、西班牙、苏丹、斯威士兰、 瑞典、瑞士、叙利亚、中華民國、坦桑尼亚、泰国、多哥、汤加、特立尼达和多巴哥、突尼斯、土耳其、乌干达、阿拉伯联合酋长国、英国、上沃尔特、乌拉圭、梵蒂冈城、委内瑞拉、越南、西萨摩亚、也门、南斯拉夫和赞比亚。

## 命运
这些带有月球物质的友善展件一经送出后，美国宇航局没有给保管或监护者提供任何管理月岩的咨询或建议，它们的命运取决于接受方。而大多数情况下，月岩并未受到妥善管理。除了阿波罗11号和阿波罗17号月岩展件外，美国国家航空航天局再没有送出任何其他月岩展件。
某些来自阿波罗11号和阿波罗17号任务中的月岩和月壤样本，特别是放置在赠给巴西、加拿大、塞浦路斯、洪都拉斯、爱尔兰、马耳他、荷兰、尼加拉瓜、挪威、罗马尼亚、西班牙、瑞典、阿拉斯加、阿肯色、加利福尼亚、科罗拉多州、特拉华州、夏威夷、伊利诺州和密苏里州、内布拉斯加州、新泽西州、新墨西哥州、北卡罗来纳州、纽约、西弗吉尼亚州等木牌匾展件上的月岩，后来许多已报告遗失。自2005年来，一些机构和关键人士都在齐心协力地找寻所有带友善月岩的阿波罗月球样本展件，其中之一是美国亚利桑那州菲尼克斯市凤凰城大学教授“约瑟夫·古因斯”（Joseph Gutheinz），曾担任前美国宇航局监察长办公室特工10年。古因斯曾一度让他的数百名学生去遍访所有那些丢失的展件。另一位追踪友善石的太空史专家是太空收藏网站的创始人兼编辑罗伯特·佩尔曼（Robert Pearlman。